# Torrelavega (stacja kolejowa)
Torrelavega (hiszp. Estación de Torrelavega) – stacja kolejowa w miejscowości Torrelavega, we wspólnocie autonomicznej Kantabria, w Hiszpanii.
Oferuje usługi na długie i średnie dystanse. Jest również stacją na linii C-1 Cercanías Santander prowadzonym przez Renfe.

## Położenie stacji
Znajduje się na szerokotorowej linii Palencia – Santander w km 485 km, na wysokości 82 m n.p.m..

## Historia
Stacja została otwarta dla ruchu 10 października 1858 razem z odcinkiem linii Los Corrales de Buelna-Santander, która połączyła Alar del Rey z Santander. Jej budowa została przeprowadzona przez Compañía del Ferrocarril de Isabel II, która w 1871 został przemianowana na Nueva Compañía del Ferrocarril de Alar a Santanderr. Podczas budowy linii, jednocześnie trwała budowa odcinków na południu w kierunku do Madrytu i na północy w stronę granicy francuskiej. w 1874 stacja stała się częścią Compañía de los Caminos de Hierro del Norte de España. stan te utrzymywał się aż do 1941 roku, kiedy miała miejsce nacjonalizacja kolei w Hiszpanii i utworzono RENFE.
Od 31 grudnia 2004 infrastrukturą kolejową zarządza Adif.

## Stacja
Znajduje się na południowy wschód od Torrelavega. Budynek pasażerski, ale także inne pomieszczenia zostały odnowione i zmodernizowane w 2010 roku. Stacja posiada 2 perony: jeden krawędziowy i jeden wyspowy.

## Linie kolejowe
- Palencia – Santander